# Campeonato Mundial de Atletismo Júnior de 2010 - Heptatlo feminino
A prova do heptatlo feminino do Campeonato Mundial de Atletismo Júnior de 2010 ocorreu entre os dias 22 e 23 de julho em Moncton, no Canadá. 

## Recordes
Antes desta competição, os recordes mundiais e do campeonato nesta prova eram os seguintes:
|     | Nome           | Nacionalidade | Pontos | Local    | Data                 |
| --- | -------------- | ------------- | ------ | -------- | -------------------- |
| WJR | Carolina Klüft | Suécia        | 6542   | Munique  | 10 de agosto de 2002 |
| CR  | Carolina Klüft | Suécia        | 6470   | Kingston | 20 de julho de 2002  |

## Medalhistas
| Ouro                  | Prata               | Bronze                              |
| Dafne Schippers (NED) | Sara Gambetta (GER) | Helga Margrét Þorsteinsdóttir (ISL) |

## Cronograma
Todos os horários são locais (UTC-4).
| Data        | Hora  | Evento                   |
| ----------- | ----- | ------------------------ |
| 22 de julho | 10:45 | 100 metros com barreiras |
| 22 de julho | 11:45 | Salto em altura          |
| 22 de julho | 18:30 | Arremesso de peso        |
| 22 de julho | 19:55 | 200 metros rasos         |
| 23 de julho | 00:20 | Salto em distância       |
| 23 de julho | 18:00 | Lançamento de dardo      |
| 23 de julho | 18:40 | 800 metros rasos         |

## Resultados finais
| Posição           | Atleta                        | Nacionalidade  | 100 m               | SA   | AP    | 200 m                | SD   | LD    | 800 m   | Pontos | Notas |
| ----------------- | ----------------------------- | -------------- | ------------------- | ---- | ----- | -------------------- | ---- | ----- | ------- | ------ | ----- |
| Medalha de ouro   | Dafne Schippers               | Países Baixos  | 13.87 (w: 1.0 m/s)  | 1.63 | 13.03 | 23.41 w (w: 2.1 m/s) | 6.35 | 38.03 | 2:18.57 | 5967   |       |
| Medalha de prata  | Sara Gambetta                 | Alemanha       | 14.74 (w: 0.7 m/s)  | 1.75 | 13.28 | 24.50 w (w: 2.1 m/s) | 6.32 | 37.45 | 2:26.93 | 5770   |       |
| Medalha de bronze | Helga Margrét Þorsteinsdóttir | Islândia       | 14.39 (w: 0.5 m/s)  | 1.63 | 13.10 | 25.62 (w: 1.6 m/s)   | 5.55 | 49.47 | 2:15.81 | 5706   |       |
| 4                 | Grete Šadeiko                 | Estónia        | 14.77 (w: 0.5 m/s)  | 1.69 | 10.86 | 25.02 (w: 1.6 m/s)   | 6.03 | 46.01 | 2:16.08 | 5705   |       |
| 5                 | Tilia Udelhoven               | Alemanha       | 14.30 (w: 1.0 m/s)  | 1.66 | 10.50 | 25.15 w (w: 2.1 m/s) | 6.12 | 43.89 | 2:16.57 | 5677   |       |
| 6                 | Laura Ikauniece               | Letónia        | 14.57 (w: 0.5 m/s)  | 1.69 | 10.80 | 25.47 (w: 1.6 m/s)   | 5.85 | 49.04 | 2:21.40 | 5618   |       |
| 7                 | Xénia Kriszán                 | Hungria        | 14.52 (w: 0.7 m/s)  | 1.57 | 12.28 | 25.25 (w: 1.6 m/s)   | 5.94 | 43.68 | 2:16.32 | 5594   |       |
| 8                 | Linda Treiel                  | Estónia        | 15.17 (w: -0.2 m/s) | 1.75 | 13.17 | 26.70 w (w: 3.1 m/s) | 5.60 | 43.98 | 2:24.10 | 5453   |       |
| 9                 | Martina Salander              | Suécia         | 14.57 (w: -0.2 m/s) | 1.63 | 12.88 | 24.85 w (w: 2.1 m/s) | 5.87 | 35.22 | 2:24.01 | 5446   |       |
| 10                | Alex Gochenour                | Estados Unidos | 13.97 (w: 0.7 m/s)  | 1.63 | 11.17 | 24.49 w (w: 3.1 m/s) | 5.35 | 33.10 | 2:23.71 | 5260   |       |
| 11                | Anastasiya Mokhnyuk           | Ucrânia        | 14.08 (w: 1.0 m/s)  | 1.63 | 11.00 | 26.25 (w: 1.6 m/s)   | 6.02 | 31.13 | 2:22.50 | 5252   |       |
| 12                | Elodie Jakob                  | Suíça          | 14.15 (w: 1.0 m/s)  | 1.54 | 9.25  | 25.96 (w: 1.6 m/s)   | 5.80 | 41.38 | 2:19.34 | 5219   |       |
| 13                | Michelle Zeltner              | Suíça          | 14.83 (w: -0.2 m/s) | 1.66 | 11.90 | 25.23 w (w: 3.1 m/s) | 5.39 | 29.62 | 2:21.52 | 5130   |       |
| 14                | Camille Le Joly               | França         | 14.76 (w: -0.2 m/s) | 1.69 | 9.50  | 25.81 w (w: 3.1 m/s) | 5.73 | 30.83 | 2:19.43 | 5118   |       |
| 15                | Agnieszka Borowska            | Polónia        | 14.74 (w: 0.7 m/s)  | 1.66 | 10.04 | 26.92 w (w: 3.1 m/s) | 5.86 | 37.34 | 2:27.64 | 5078   |       |
| 16                | Josephine Rohr                | Suécia         | 14.59 (w: 0.5 m/s)  | 1.57 | 11.90 | 25.90 w (w: 3.1 m/s) | 5.73 | 32.52 | 2:28.55 | 5061   |       |
| 17                | Katrine Haarklau              | Noruega        | 14.52 (w: 0.5 m/s)  | 1.54 | 12.32 | 26.48 (w: 1.6 m/s)   | 5.36 | 39.27 | 2:26.50 | 5060   |       |
| 18                | Sarah Chauchard               | França         | 14.63 (w: 0.5 m/s)  | 1.57 | 10.49 | 26.05 w (w: 2.1 m/s) | 5.59 | 36.83 | 2:24.11 | 5049   |       |
| 19                | Rachael McIntosh              | Canadá         | 14.90 (w: -0.2 m/s) | 1.60 | 10.72 | 25.88 w (w: 3.1 m/s) | 5.32 | 28.13 | 2:22.27 | 4858   |       |
| 20                | Mihaela Gutu                  | Roménia        | 14.04 (w: 1.0 m/s)  | 1.54 | 9.85  | 26.02 w (w: 2.1 m/s) | 5.58 | 33.16 | 2:35.57 | 4839   |       |
| 21                | Eva Vivod                     | Eslovênia      | 15.32 (w: -0.2 m/s) | 1.51 | 10.12 | 26.33 w (w: 3.1 m/s) | 4.90 | 43.26 | 2:33.57 | 4649   |       |
| 22                | Yelena Molodchinina           | Rússia         | 14.52 (w: 1.0 m/s)  | 1.69 | 11.88 | 25.96 w (w: 2.1 m/s) | NM   | DNS   | DNS     | DNF    |       |
| 23                | Ashley Smith                  | Estados Unidos | 14.25 (w: 0.7 m/s)  | 1.60 | 10.67 | 24.53 w (w: 2.1 m/s) | DNS  | DNS   | DNS     | DNF    |       |
| 24                | Lucija Cvitanovic             | Croácia        | 15.00 (w: 0.7 m/s)  | 1.60 | 10.99 | DNS                  | DNS  | DNS   | DNS     | DNF    |       |

Legenda
| Recorde mundial       | Recorde mundial (World record)               |                       | Recorde africano                      | Recorde africano (African) |                                           | Q | Classificado por posição (Qualified) |
| Recorde do campeonato | Recorde do campeonato (Championship record)  | Recorde da América    | Recorde da América (Americas)         | q                          | Classificado por melhor tempo (Qualified) |   |                                      |
| Melhor marca do ano   | Melhor marca do ano (World leading)          | Recorde asiático      | Recorde asiático (Asian)              | DNS                        | Não largou (Did not start)                |   |                                      |
| Recorde nacional      | Recorde nacional (National record)           | Recorde europeu       | Recorde europeu (European)            | DNF                        | Não terminou (Did not finish)             |   |                                      |
| Recorde pessoal       | Recorde pessoal do atleta (Personal best)    | Recorde da Oceania    | Recorde da Oceania (Oceania)          | DSQ / DQ                   | Desclassificado (Disqualified)            |   |                                      |
| Recorde da temporada  | Recorde da temporada do atleta (Season best) | Recorde sul-americano | Recorde sul-americano (South America) | NM                         | Sem marca (No mark)                       |   |                                      |